# Kriegerdenkmal Jeeben
Das Kriegerdenkmal Jeeben ist ein denkmalgeschütztes Kriegerdenkmal der Gemeinde Jeeben in Sachsen-Anhalt. Im örtlichen Denkmalverzeichnis ist das Kriegerdenkmal unter der Erfassungsnummer 094 90327 als Baudenkmal verzeichnet.

## Allgemeines
Das Kriegerdenkmal in Jeeben wurde ursprünglich für die gefallenen Soldaten des Ersten Weltkriegs errichtet und später um eine Gedenktafel für die Gefallenen des Zweiten Weltkriegs erweitert. Es besteht aus roten Sandsteinblöcken und wird von einem Adler mit ausgebreiteten Schwingen auf einer Kugel gekrönt. Ein Stahlhelm im Relief verziert das Denkmal und eine Gedenktafel mit einem Eisernen Kreuz, Inschrift und Namensnennung ist in das Denkmal eingelassen. Die nachträglich hinzugefügte Gedenktafel für die Gefallenen des Zweiten Weltkriegs ist an der Vorderseite scheinbar angelehnt.
In der Dorfkirche Jeeben wurden Gedenktafeln für die Gefallenen der Befreiungskriege und die Kriegsteilnehmer der Befreiungskriege, die Gefallenen des Deutschen Kriegs und der beiden Weltkriege aufgehängt.